# Познати професори и бивши студенти Електронског факултета у Нишу
Велики број студената , асистената и професора Електронског факултета у Нишу постали су познати и признати стручњаци у Нишу, Србији и Свету:
- Проф. др Тихомир Алексић, први декан факултета
- Проф. др Александар Маринчић академик, професор Електротехничког факултета у Београду.
- Проф. др. Градимир Миловановић српски математичар, дописни члан САНУ од 2006. године а редовни од 2012. године и редовни професор Електронског факултета Универзитета у Нишу од 1986. године.до пензије 2014.г.. Обављао је дужности :  Проректор Универзитета у Нишу , декан Електронског факултета у Нишу , ректор Универзитета у Нишу , декан Факултета за компјутерске науке Мегатренд Универзитета у Београду , научни саветник у Математичком институту САНУ .
- Проф. др Миодраг Гмитровић професор електротехнике, научник. привреник и проналазач
- Проф. др Миливоје Пејчић професор филозофије и писац
- Проф. др Драгутин Н. Митић професор електротехнике и електромагнетике. писац уџбеника и један од првих промотера Го игре у Нишу
- Др Зорица Пантић Танер, инжењер електронике, доктор електронике, научник, Асистент и доцент на Електронском факултету у Нишу, ректор Института за технологију Вентворт у Бостону, чланица саветодавног одбора Вентворта, професор и декан оснивач Техничког факултета Универзитета у Тексасу у Сан Антонију и директор Техничке школе на универзитету Сан Франциско .
- Проф. Др Радосав Ж. Ђорђевић , професор, научник и руководилац и организатор, који је као декан факултета у периоду 1965.-1979. година дао значајан допринос да се одобре средства, пројектује и изгради зграда Електронског факултета.
- Проф. др Ђорђе Бошан (физичар) професор на више факултета у Нишу и истакнути научник, привредник, руководилац и организатор заслужан за развој Електронске индустрије у Нишу и изградњу нове зграде Електронског факултета у Нишу
- Горан Ћирић, бивши градоначелник Ниша у периоду од 2000. до 2004.[1]
- Саша Пауновић, бивши градоначелник Параћина у периоду од 2004. до 2020. [2]